# Gotha Go 242
El Gotha Go 242 fue un planeador de transporte militar usado por la Luftwaffe durante la Segunda Guerra Mundial. 

## Diseño y desarrollo
El Go 242 fue diseñado por el ingeniero Albert Kalkert como respuesta a un requerimiento del Reichsluftfahrtministerium (Ministerio del Aire del Reich) para un planeador de transporte pesado para reemplazar al DFS 230 que estaba en servicio en esos momentos. El requerimiento pedía un planeador capaz de transportar 20 soldados completamente equipados o la carga equivalente.
De fuselaje tipo contenedor de líneas rectas, corto y ancho, estaba construido con tubos de acero revestidos en tela y llevaba un tren de aterrizaje lanzable y dos patines retráctiles. Las alas eran de estructura de madera con recubrimiento textil y de contrachapado, tenía una cabina completamente acristalada y su rampa de acceso era por la parte posterior del fuselaje, que se abría verticalmente a modo de pivote. Poseía un doble timón de deriva unidos entre sí por el timón horizontal.
También existió la versión Gotha Go 244 con cinco variantes designadas de Go 244 B-1 a B-5. Este modelo era un bimotor de asalto/transporte que contó con propulsión propia mediante dos motores franceses Gnome et Rhône 14M

## Variantes
- Go 242A-1: versión inicial de transporte de carga.
- Go 242A-2: versión inicial de transporte de tropas.
- Go 242B-1: versión de carga con tren de aterrizaje lanzable.
- Go 242B-2: B-1 con tren de aterrizaje mejorado.
- Go 242B-3: versión del B-1 para transporte de tropas con doble puerta trasera.
- Go 242B-4: versión de transporte de tropas con las puertas del B-3 y el tren de aterrizaje del B-2.
- Go 242B-5: versión de entrenamiento con controles duales.
- Go 242C-1: versión de asalto marítimo con casco de estilo hidroavión. Nunca usado operacionalmente.

## Historia operacional
En servicio, los Go 242 eran remolcados por aviones Heinkel He 111 o Junkers Ju 52, y ocasionalmente eran equipados con sistemas RATO. Operaron principalmente en el Mediterráneo, en el Norte de África y en el Egeo. También se prepararon aviones Ju 87D-2 con fuselaje posterior reforzado y un gancho junto a la rueda de cola para remolcar al Go 242.

## Supervivientes
- Gotha Go 242. En el Musée de la Resistance du Vercors. Valence, Francia.
- Gotha Go 242 C-1. En el Technik Museum y Luftwaffenmuseum der Bundeswehr, Berlín, Alemania.

## Especificaciones (Go 242B-3)

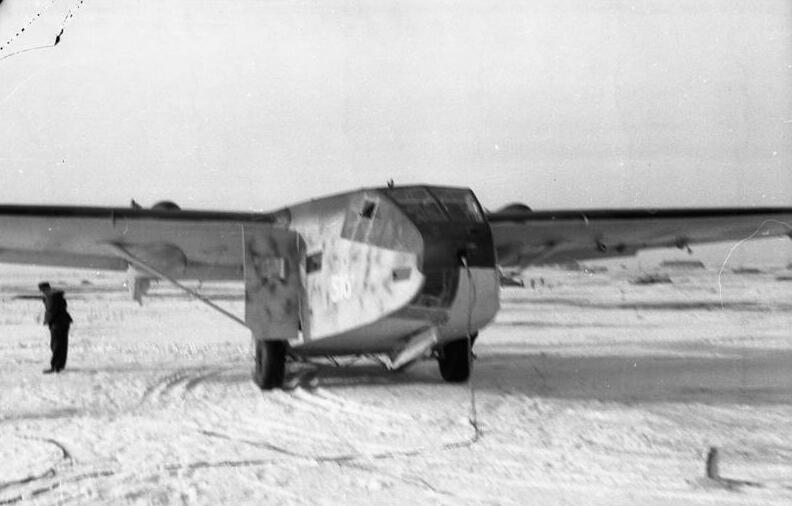
Go 242 en Rusia, enero de 1943.

### Características generales
- Tripulación: 1 o 2 pilotos
- Capacidad: hasta 23 soldados
- Longitud: 15,81 m
- Envergadura: 24,50 m
- Altura: 4,40 m
- Superficie alar: 64,4 m²
- Peso vacío: 3.200 kg
- Peso máximo al despegue: 7100 kg
- Alargamiento alar: 16:1

### Rendimiento
- Velocidad máxima operativa (Vno): 300 km/h

### Armamento
- Ametralladoras: 4× MG 15 de 7,92 mm

### Desarrollos relacionados
- Gotha Go 244

### Aeronaves similares
- DFS 230
- Waco CG-4
- General Aircraft Hamilcar
- General Aircraft GAL.48 Hotspur
- Airspeed AS.51 Horsa
- Slingsby Hengist

### Secuencias de designación
- Sistema de designación aeronaves del RLM: ← Ar 239 · Ar 240 · Go 241 · Go 242 ·· Go 244 ·· BV 246 ·· Ju 248 →

### Listas relacionadas
- Anexo:Aeronaves militares de Alemania en la Segunda Guerra Mundial